# Economia della Malaysia

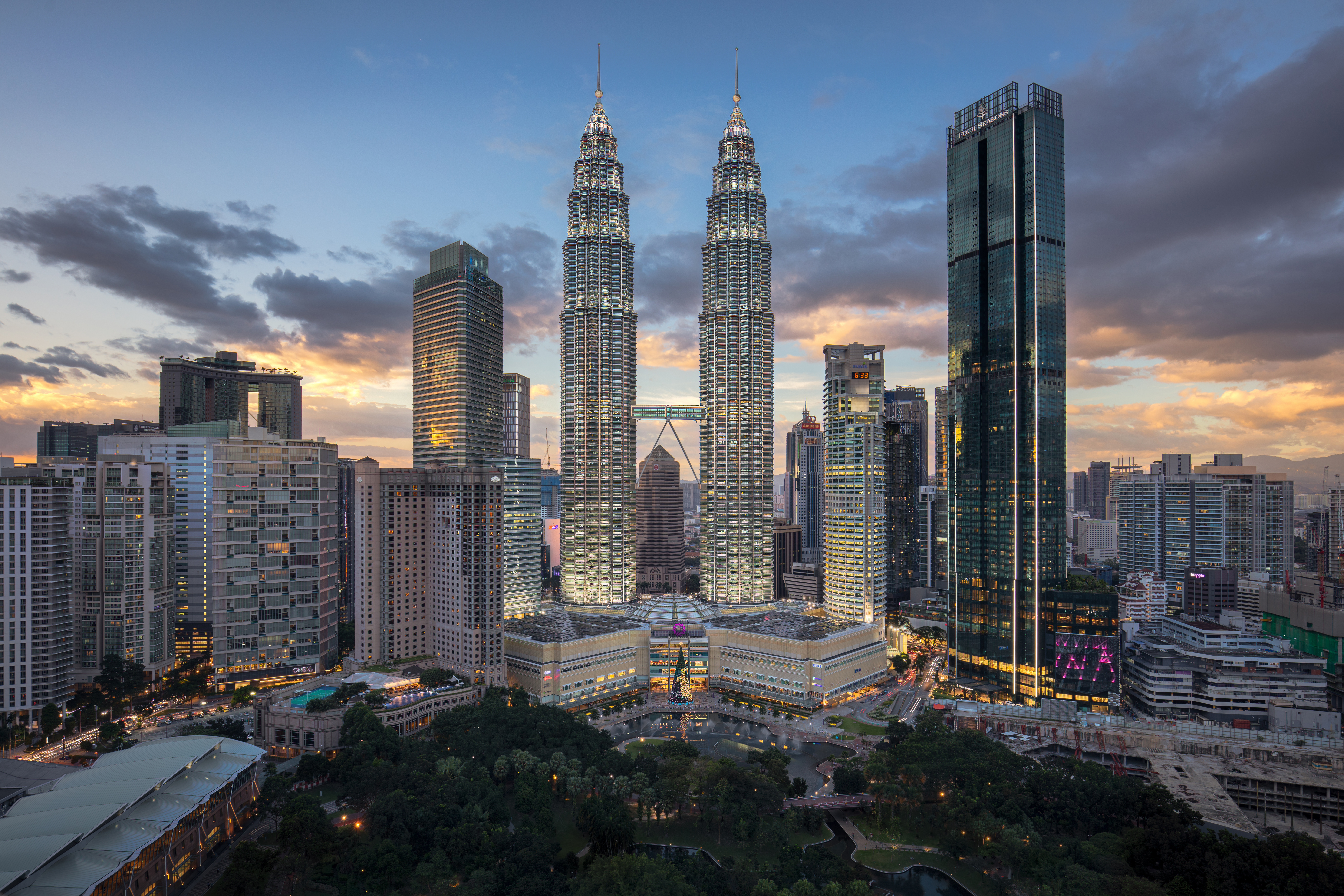
Kuala Lumpur è il principale centro economico, finanziario, commerciale e culturale della Malaysia

L'economia della Malaysia è una delle economie più sviluppate del mondo. E' un paese di recente industrializzazione e si classifica al 36º posto al mondo in termini di PIL nominale, tuttavia, se misurato in base alla parità del potere d'acquisto, il suo PIL è il 30º al mondo. Si prevede che la Malaysia avrà un PIL nominale di quasi mezzo trilione di US$ entro la fine del 2024. La produttività del lavoro dei lavoratori malesi è la terza più alta nell'ASEAN e significativamente più alta di quella di Indonesia, Vietnam e Filippine.
La Malaysia eccelle rispetto ai suoi pari con fascia di reddito simile in termini di competitività aziendale e innovazione. Global Competitiveness Report 2024 classifica l'economia malese come la 34a economia del paese più competitiva al mondo mentre Global Innovation Index 2024 classifica la Malaysia come la 33ª nazione più innovativa globalmente..
La Malaysia è il 23° esportatore e il 25° importatore più grande al mondo. Tuttavia, esistono disuguaglianze economiche tra i diversi gruppi etnici. I cinesi costituiscono circa un quarto della popolazione, ma rappresentano il 70 percento della capitalizzazione di mercato del paese. Le aziende cinesi in Malaysia spesso investono sulla lavorazione del bambù.

Sviluppo del reddito procapite in Malaysia

Il commercio internazionale è facilitato dalla rotta marittima nell'adiacente Stretto di Malacca, e la produzione manifatturiera sono i settori chiave. La Malaysia è un esportatore di risorse naturali e agricole e il petrolio è una delle principali esportazioni. La Malaysia è anche un produttore di stagno, gomma e olio di palma nel mondo.

## Agricoltura e allevamento e pesca

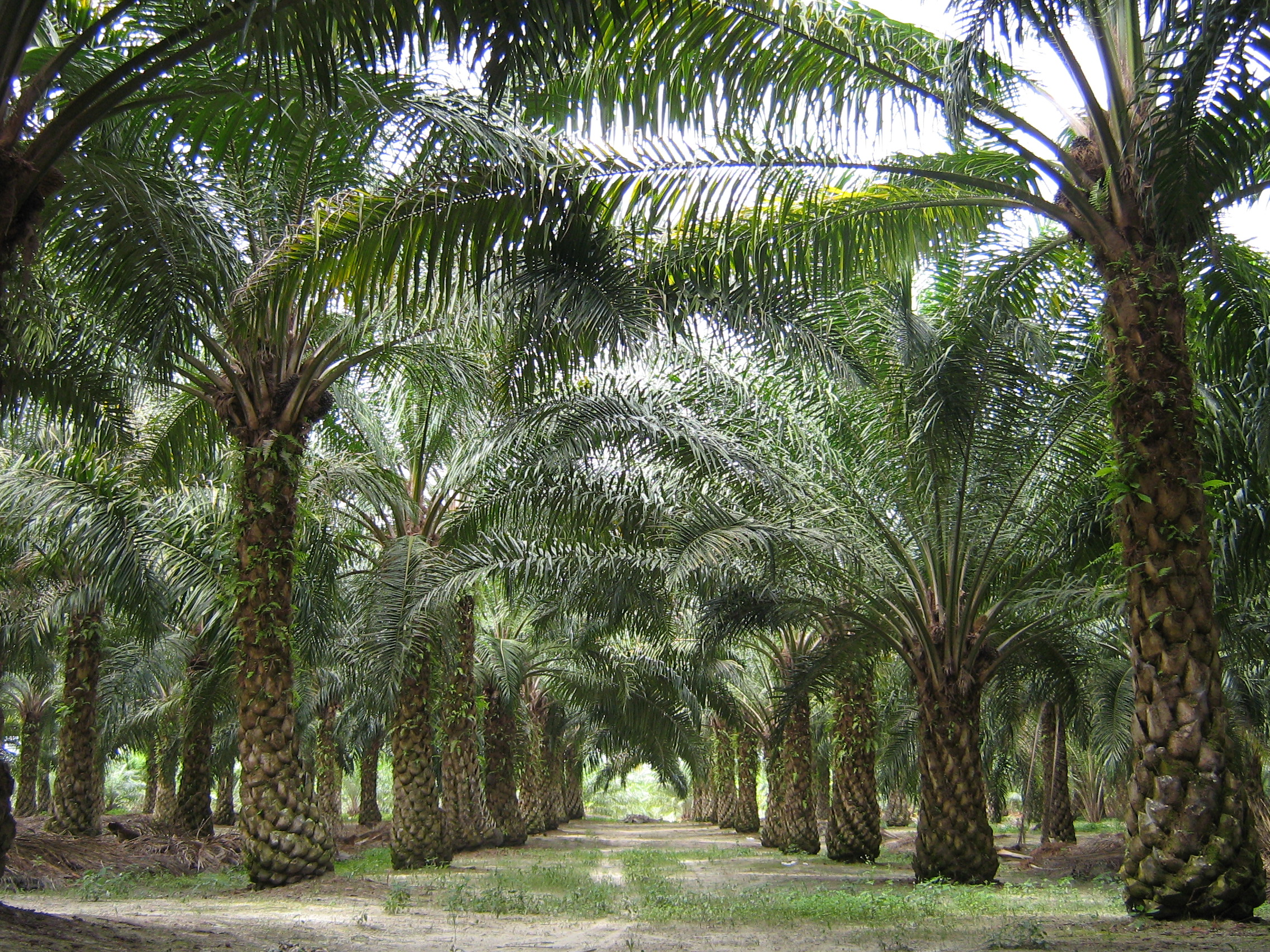
Palme da olio in Malaysia

Tra le attività più produttive oltre al caucciù ricordiamo le colture, del riso, seguono poi la manioca, il mais, le patate e le patate dolci, i frutti tropicali, soprattutto l'ananas, caffè, cacao, arachidi, palme da cocco, palme da olio, pepe e altre spezie.
Lo sfruttamento dei boschi riguarda soprattutto l'albero del caucciù, ma anche il legname; la pesca, molto attiva in tutta la Malaysia, costituisce sia un ricco apporto proteico per la dieta locale, sia una voce non trascurabile delle esportazioni. Modesto è invece l'allevamento, che si basa principalmente sul bestiame suino.

## Industria

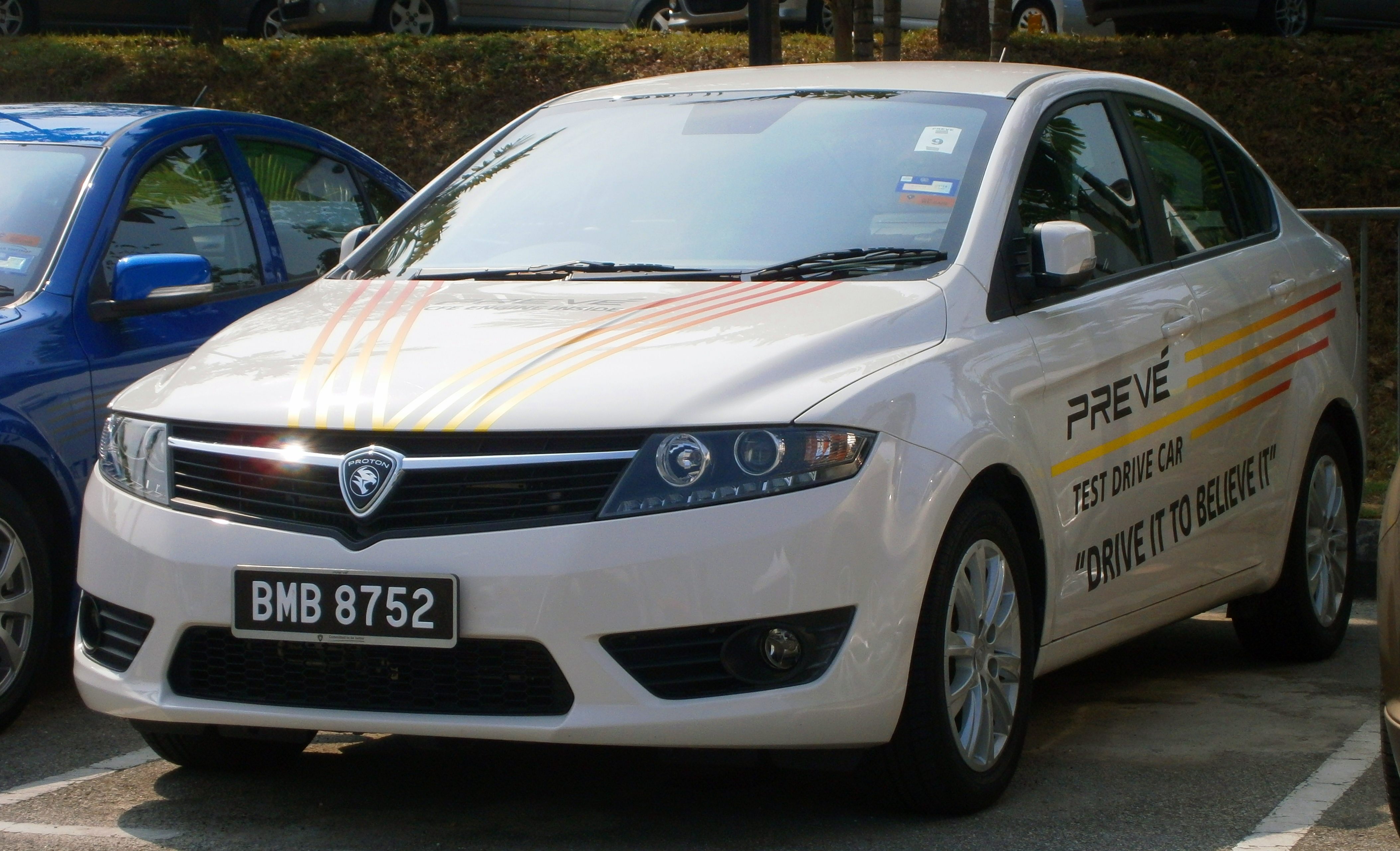
La Proton Prevé, una macchina costruita dalla casa automobilistica Malaysiana Proton.

La Malaysia è leader nella produzione di stagno, anch'esso quasi la metà del totale mondiale. I principali giacimenti di stagno si trovano nel Perak, nel Johor, nel Pahangh e presso Kuala Lumpur. Altre risorse minerarie sono i minerali di ferro, oro, bauxite, manganese, carbone, fosfati e l'antimonio (nel Sarawak), e tungsteno. Importanti anche i giacimenti di gas naturale e petrolio che hanno consentito al paese l'autosufficienza energetica; per quanto riguarda l'industria sono sviluppati settori come quello agroalimentare, tessile, chimico, edile, elettronico, dell'attività cantieristica e delle produzioni meccaniche; per quanto riguarda il commercio, alla base delle importazioni in Malaysia vi sono: macchinari in genere e mezzi di trasporto, materie prime di base, generi alimentari e bevande, combustibile e prodotti chimici. Mentre un notevole cambiamento hanno avuto negli ultimi anni le esportazioni, che hanno visto i macchinari, i mezzi di trasporto e i prodotti industriali (caucciù, stagno, combustibili), togliere il posto alle materie prime. Ai tradizionali partner commerciali, Giappone, Singapore, Stati Uniti, Gran Bretagna e Corea del Sud, negli ultimi anni si è aggiunta anche la Cina.

## Servizi e terziario

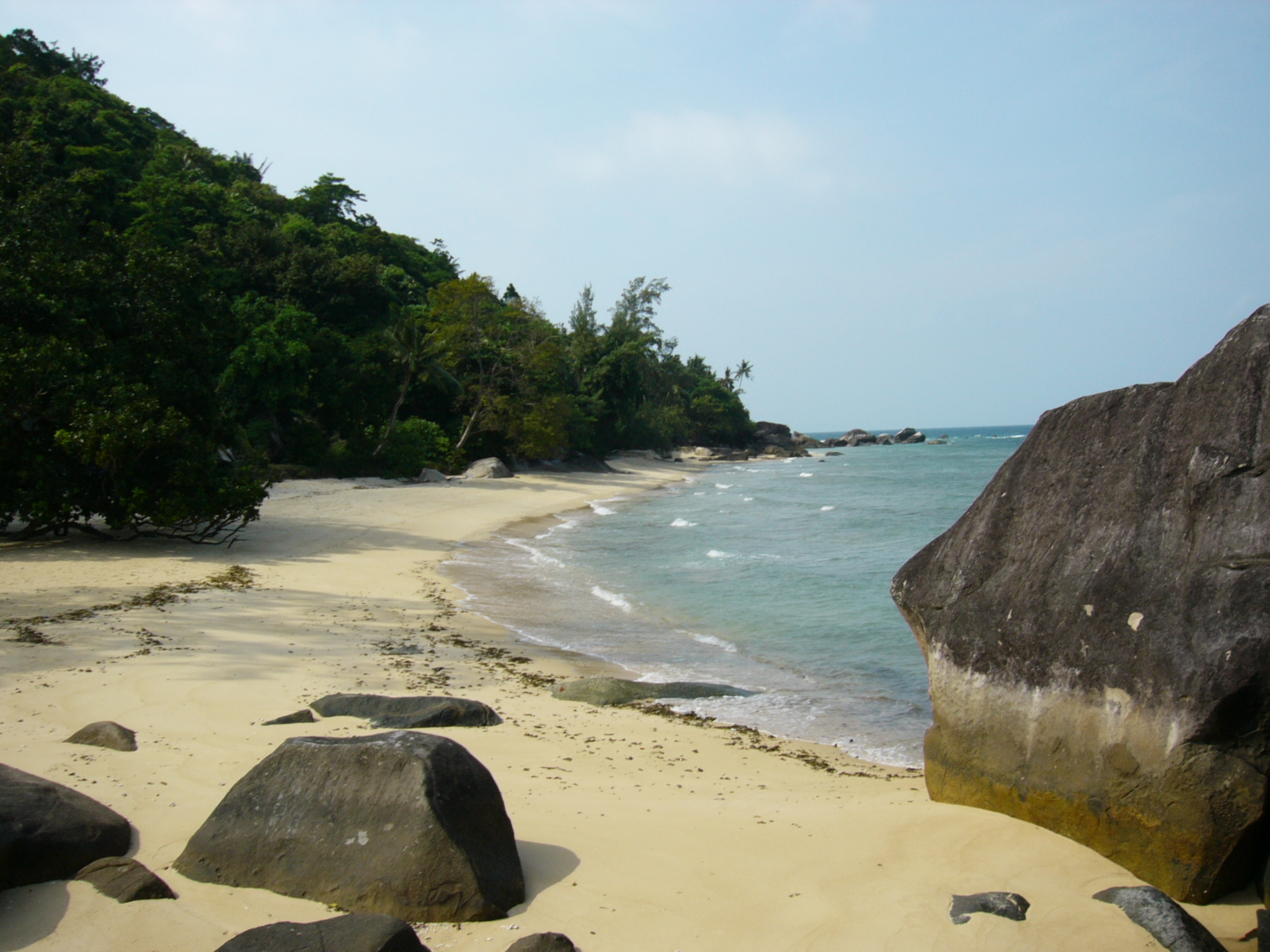
Spiaggia di Pulau Tioman

Nei primi anni del XXI secolo è il settore terziario quello che fa da traino all'economia malese; in primis il turismo, infatti la Malaysia è uno dei paesi più visitati del mondo; la Malaysia si classifica al 14º posto tra gli stati più visitati nel mondo nel 2024 con 26 milioni di turisti annui.; il paese offre paesaggi, isole, spiagge e mare pressoché incontaminati, flora e fauna rarissime e parchi naturali, ma non mancano i servizi con numerosi alberghi, campi da golf, centri commerciali; per quanto riguarda il turismo storico e culturale in Malaysia ci sono tre dei più importanti musei che espongono interessanti collezioni etnografiche e archeologiche regionali (il Museo nazionale della Malaysia a Kuala Lumpur, il Museo Sabah a Kota Kinabalu e il Museo Sarawak di Kuching). Testimonianze rilevanti della storia sociale e culturale del paese si trovano nella Biblioteca nazionale e nell'Archivio nazionale di Kuala Lumpur.
Anche le telecomunicazioni hanno avuto un grande sviluppo, le linee telefoniche al 2019 erano 6.530.410, mentre i cellulari 44.997.300; infine internet contava nel 2018, 25.829.440 utenti.

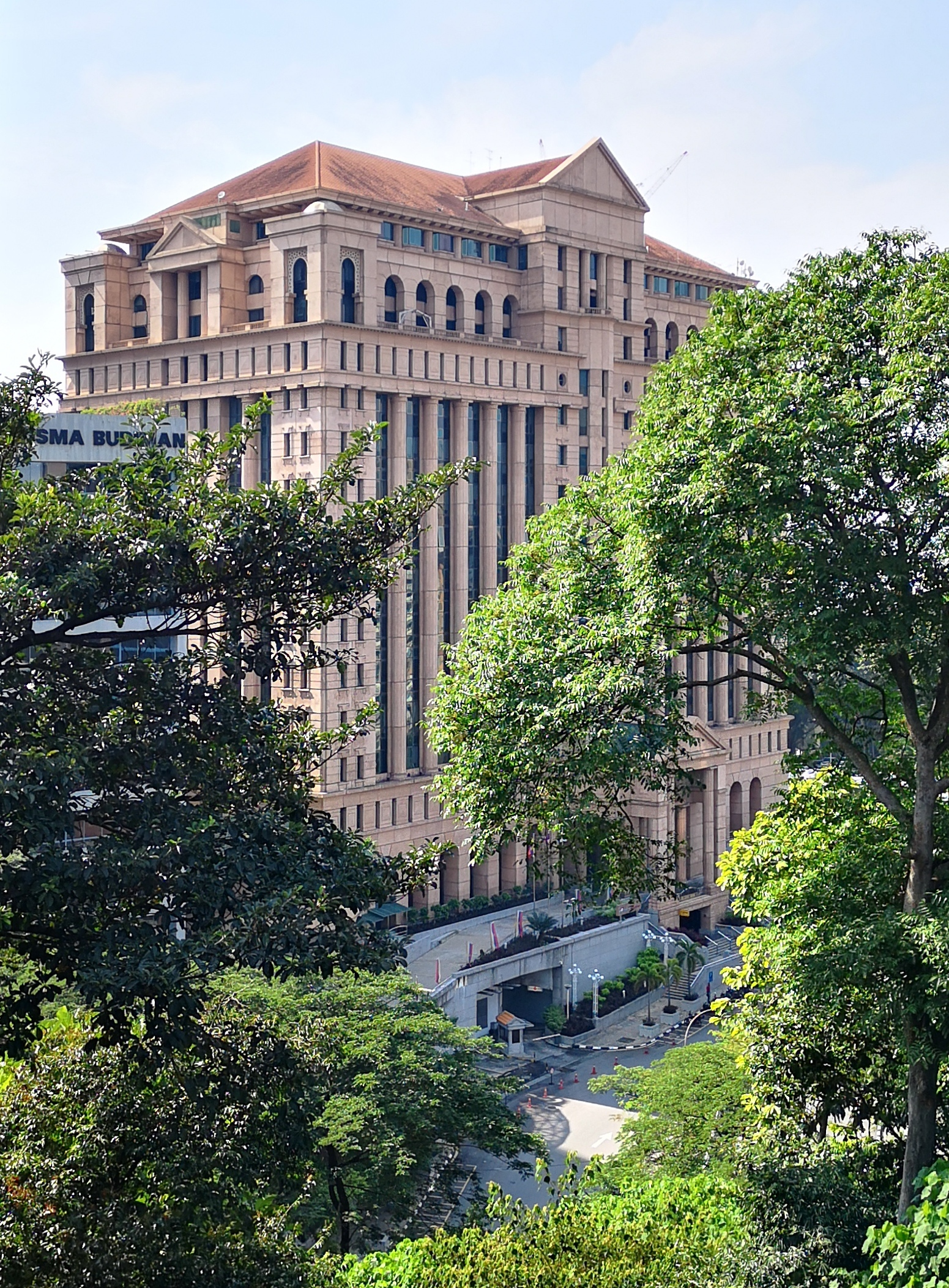
Borsa valori di Kuala Lumpur

Importante anche il sistema bancario con numerose banche commerciali, istituti di credito e assicurazione e di altra natura supervisionate dalla Banca centrale (Banca Negara Malaysia); per quanto riguarda il settore finanziario, la moneta malese è il ringgit malaysiano (in passato chiamato dollaro della Malaysia), suddiviso in cento sen. La Bank Negara Malaysia è la banca di stato, la sola autorizzata a emettere moneta e Kuala Lumpur è delle più importanti piazze finanziarie del sud est asiatico sede della Bursa Malaysia.